# ニコル・ヘイヴィーランド
ニコル・ヘイヴィーランド（Nicole Heavirland、1995年2月25日 - ）は、アメリカ合衆国の女子ラグビー選手。

## プロフィール
- アメリカ・モンタナ州ホワイトフィッシュ出身[1]。
- ポジションは(スクラムハーフ(SH)、スタンドオフ(SO)。
- 身長 165cm、体重 66kg
- ワールドカップ2017の女子アメリカ合衆国代表に選ばれた[2]。

## 略歴
2021年、東京五輪の7人制女子アメリカ代表に選ばれた。